# Гачаг Керем

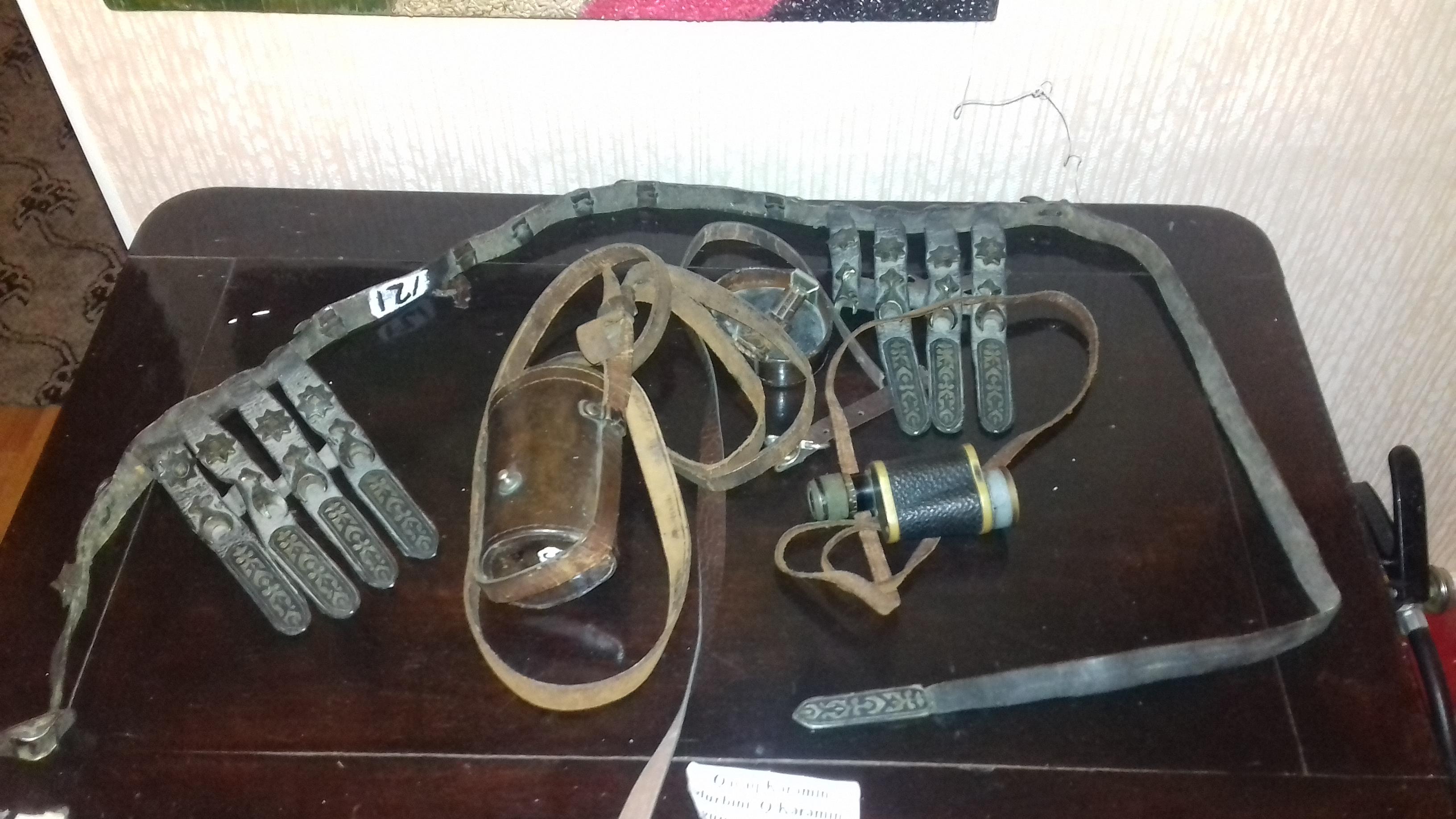
Бинокль Гачага Керема

Гачаг Керем (азерб. Qaçaq Kərəm; при рождении — Керем Искендер оглы Моллазалов азерб. Kərəm İsgəndər oğlu Mollazalov; 1860, Кырах-Кесаман, Казахский уезд, Елизаветпольская губерния, Российская империя — 1909, Тегеран, Каджарская империя) — азербайджанский гачаг, народный герой Азербайджана. Его отец Искендер также был гачагом.

## Биография
В 1884 году Искендер был убит помещиком Исрафилом-ага. Керем, отомстив за отца, также стал гачагом. Со своим отрядом действовал в Елизаветпольской губернии, Грузии, на Северном Кавказе, в Иране и в Турции. Отряд Гачаг Керема боролся против царских чиновников и помещиков, помогал бедным крестьянам. Для борьбы с отрядом Керема царские власти были вынуждены прислать большой военный отряд с Северного Кавказа, но попытки разгромить повстанцев оказались безуспешными. Тем не менее, в 1890 году Гачаг Керем со своим отрядом переправился в Иранский Азербайджан. В 1909 году он умер в Тегеране.

## В искусстве
После смерти Гачаг Керем стал популярным героем народных песен и легенд. Ему посвящены три дастана и ряд других произведений искусства (А. Пурцеладзе и других). О Гачаг Кереме упоминал и Максим Горький.

## Память
В честь него названо село в Агстафинском районе Азербайджана.